# Karim Adeyemi
Karim-David Adeyemi (München, 2002. január 18. –) nigériai–román származású német válogatott labdarúgó; csatár. A Bundesligában szereplő Borussia Dortmund játékosa.

## Pályafutása

### Klubcsapatokban
Pályafutását a müncheni TSV Forstenried csapatában kezdte, nyolc éves korában került a Bayern München akadémiájára. 2012-ben szerződtette az Unterhaching.
A 2018-2019-es szezont megelőzően igazolta le az osztrák Red Bull Salzburg. Első szezonjában a klub partnercsapatánál, a másodosztályú Lieferingnél kapott játéklehetőséget. 2021 nyaráig írt alá a Salzburgnál. 2018. szeptember 1-jén mutatkozott be a klub színeiben. A 2019–2020-as idényben tíz bajnokin öt gólt szerzett és négy gólpasszt adott a Lieferingben. 2019 novemberében a Barcelona érdeklődött iránta. 2020 januárjában meghosszabbította szerződését a Salzburggal 2024 júniusáig és az első csapat edzésein is egyre gyakrabban részt vett. Február 20-án debütált a Salzburg színeiben az Európa-ligában a német Eintracht Frankfurt ellen. Március 6-án a bajnokságban a Rapid Wien ellen is bemutatkozott, a 68. percben Patson Daka cseréjeként. Július 1-jén megszerezte első gólját az élvonalban a Sturm Graz csapata ellen. December 1-jén megszerezte az UEFA-bajnokok ligájában az első gólját az orosz Lokomotyiv Moszkva ellen 3–1-re megnyert mérkőzésen. 2021. április 11-én megszerezte első dupláját a bajnokságban a Rapid Wien ellen idegenben 3–0-ra megnyert találkozón. A 2021–2022-es szezon első három bajnoki mérkőzésén öt gólt szerzett. A 2021–22-es szezon gólkirálya.

#### Borussia Dortmund
2022. május 10-én jelentették be, hogy 2027 nyaráig aláírt a német Borussia Dortmund csapatához.
Julius 29-én góllal debütált az 1860 München elleni 3–0-ra megnyert német kupamérkőzésen. Augusztus 6-án lépett pályára a Bundesliga nyitófordulójában, a Bayer Leverkusen elleni 1–0 során gólpasszt szerezve.
Szeptember 14-én nemzetközi porondon is bemutatkozott a Bajnokok Ligájában a Manchester City vendégeként, a 2–1-es vereségen az utolsó percekben lépett pályára Salih Özcant váltva.
2023. január 29-én szerezte első Bundesliga gólját a Bayer Leverkusen otthonában 2–0-ás győztes bajnokin  a nyitógólt jegyezte.
Február 15-én győztes gólt szerzett a Bajnokok Ligája nyolcaddöntőjének első mérkőzésén a Chelsea ellen.
Május 7-én duplázott a VfL Wolfsburg elleni 6–0-s bajnokin.

### A válogatottban
2018-ban az U16-os és az U17-es német válogatottban is pályára lépett. Részt vett a 2019-es U17-es labdarúgó-Európa-bajnokságon, két mérkőzésen lépett pályára és egy gólt szerzett. A 2021-es U21-es labdarúgó-Európa-bajnokságon három mérkőzésen lépett pályára a győztes válogatottban. Augusztus végén bekerült Hans-Dieter Flick szövetségi kapitány 2022-es labdarúgó-világbajnokság-selejtező mérkőzéseire. Szeptember 5-én góllal mutatkozott be Örményország ellen 6–0-ra megnyert selejtező mérkőzésen.

## Statisztika

### Klub
2023. május 27-i állapotnak megfelelően.
| Klub              | Szezon           | Bajnokság          | Bajnokság | Bajnokság | Kupa  | Kupa  | Nemzetközi | Nemzetközi | Egyéb | Egyéb | Összes | Összes |
| Klub              | Szezon           | Osztály            | Mérk.     | Gólok     | Mérk. | Gólok | Mérk.      | Gólok      | Mérk. | Gólok | Mérk.  | Gólok  |
| ----------------- | ---------------- | ------------------ | --------- | --------- | ----- | ----- | ---------- | ---------- | ----- | ----- | ------ | ------ |
| FC Liefering      | 2018–19          | 2. Liga            | 20        | 6         | —     | —     | —          | —          | —     | —     | 20     | 6      |
| FC Liefering      | 2019–20          | 2. Liga            | 14        | 9         | —     | —     | —          | —          | —     | —     | 14     | 9      |
| FC Liefering      | 2020–21          | 2. Liga            | 1         | 0         | —     | —     | —          | —          | —     | —     | 1      | 0      |
| FC Liefering      | Összesen         | Összesen           | 35        | 15        | —     | —     | —          | —          | —     | —     | 35     | 15     |
| Red Bull Salzburg | 2019–20          | Osztrák Bundesliga | 10        | 1         | 1     | 0     | 1          | 0          | —     | —     | 12     | 1      |
| Red Bull Salzburg | 2020–21          | Osztrák Bundesliga | 29        | 7         | 4     | 1     | 5          | 1          | —     | —     | 38     | 9      |
| Red Bull Salzburg | 2021–22          | Osztrák Bundesliga | 29        | 19        | 5     | 0     | 10         | 4          | —     | —     | 44     | 23     |
| Red Bull Salzburg | Összesen         | Összesen           | 68        | 27        | 10    | 1     | 16         | 5          | —     | —     | 94     | 33     |
| Borussia Dortmund | 2022/23          | Bundesliga         | 24        | 6         | 2     | 1     | 6          | 2          | —     | —     | 32     | 9      |
| Borussia Dortmund | Összesen         | Összesen           | 24        | 6         | 2     | 1     | 6          | 2          | 0     | 0     | 32     | 9      |
| KARRIER ÖSSZESEN  | KARRIER ÖSSZESEN | KARRIER ÖSSZESEN   | 127       | 48        | 12    | 2     | 22         | 7          | 0     | 0     | 161    | 57     |

Jegyzetek
1. ↑  Mérkőzése(i) a(z) Európa Ligában
2. ↑  A(z) Bajnokok Ligájában háromszor, a(z) Európa Ligában kétszer lépett pályára
3. ↑  Gólja(i) a BL-ben
4. 1 2  Mérkőzése(i) a(z) Bajnokok Ligájában

### A válogatottban
2021. november 19-én frissítve.
| Válogatott  | Szezon   | Mérk. | Gól |
| ----------- | -------- | ----- | --- |
| Németország | 2021     | 4     | 1   |
| Németország | 2022     | 0     | 0   |
| Összesen    | Összesen | 4     | 1   |

### Válogatott góljai
| # | Időpont             | Helyszín                                    | Ellenfél     | Gólok | Eredmény | Kiírás                                     |
| - | ------------------- | ------------------------------------------- | ------------ | ----- | -------- | ------------------------------------------ |
| 1 | 2021. szeptember 5. | Mercedes-Benz Arena, Stuttgart, Németország | Örményország | 6–0   | 6–0      | 2022-es labdarúgó-világbajnokság-selejtező |

## Család
Nigériai apától és román anyától származik, Münchenben született.

## Sikerei, díjai

### Klub
- Red Bull Salzburg
  - Osztrák bajnok: 2019–20, 2020–21, 2021–22
  - Osztrák kupagyőztes: 2019–20, 2020–21, 2021–22

### Válogatott
- Németország U21
  - U21-es labdarúgó-Európa-bajnokság: 2021

### Egyéni
- Fritz Walter-medál (U17) – aranyérmes: 2019
- Fritz Walter-medál (U19) – aranyérmes: 2021
- Osztrák bajnokság gólkirálya: 2021–22